# Super Liga 2024-2025 (Moldavia)
La Super Liga 2024-2025 è stata la 34ª edizione della massima serie del campionato moldavo. La stagione è iniziata il 3 agosto 2024 ed è terminata il 18 maggio 2025.
Il campionato è stato vinto dal Milsami Orhei, al suo secondo titolo nazionale e a dieci anni dall’ultima volta.

## Stagione

### Novità
Al termine della Super Liga 2023-2024, non vi è stata alcuna retrocessione. Pur avendo vinto i play-off  di Liga 1 2023-2024, il Victoria Chișinău non è stato ammesso in massima serie dalla federcalcio moldava per il mancato ottenimento della licenza nazionale. Al suo posto, la federcalcio ha designato lo Spartanii Selemet come sostituto. Quest'ultima, ha successivamente spostato la sua sede da Selemet a Chișinău, cambiando denominazione in Spartanii Sportul.

### Formato
Nella stagione regolare le 8 squadre partecipanti giocano un girone di andata e ritorno, per un totale di 14 giornate. Al termine di esse, le prime sei classificate accedono alla seconda fase del campionato, il girone scudetto che gioca partite di andata e ritorno, per un totale di 10 ulteriori giornate. La squadra prima classificata nel girone scudetto è campione di Moldavia e ottiene la qualificazione per la UEFA Champions League 2025-2026, mentre seconda e terza si qualificano per la UEFA Conference League 2025-2026 e la vincente della Coppa di Moldavia si qualifica per il secondo turno di qualificazione della UEFA Europa League 2025-2026. Se la vincitrice del campionato dovesse vincere anche la coppa nazionale, la seconda classificata andrà in Europa League, mentre terza e quarta in Conference League.
Le ultime due classificate della stagione regolare giocano un girone di andata e ritorno con le prime due classificate dei due gironi della Liga 1 per un posto in Super Liga.

## Squadre partecipanti
| Club              | Stagione attuale | Città    | Stadio                                      | Stagione precedente    |
| ----------------- | ---------------- | -------- | ------------------------------------------- | ---------------------- |
| Bălți             |                  | Bălți    | Municipale                                  | 5º posto in Super Liga |
| Dacia Buiucani    |                  | Chișinău | Zimbru-2 (Chișinău)                         | 6º posto in Super Liga |
| Florești          |                  | Florești | Municipale (Bender)                         | 1º posto in Liga 1     |
| Milsami Orhei     |                  | Orhei    | CSR Orhei                                   | 4º posto in Super Liga |
| Petrocub Hîncești |                  | Hîncești | Municipale                                  | Campione di Moldavia   |
| Sheriff Tiraspol  | dettagli         | Tiraspol | Complesso Sportivo Sheriff (Stadio Sheriff) | 2º posto in Super Liga |
| Spartanii Sportul |                  | Chișinău | Municipale (Nisporeni)                      | 4º posto in Liga 1     |
| Zimbru Chișinău   |                  | Chișinău | Zimbru                                      | 3º posto in Super Liga |

## Allenatori e primatisti
| Squadra           | Allenatore | Giocatore più presente (tra parentesi il numero delle presenze) | Capocannoniere (tra parentesi il numero dei gol segnati) |
| ----------------- | --- | --------------------------------------------------------------- | -------------------------------------------------------- |
| Bălți             | Veaceslav Rusnac | Caio Ferreira (24)                                              | Caio Ferreira (12)                                       |
| Dacia Buiucani    | Viorel Frunză | Ștefan Efros, Maxim Focșa, Vlad Lupașco, Alexandru Muntean (14) | Maxim Focșa, Vlad Lupașco (2)                            |
| Florești          | Nicolai Țurcan | Vladislav Boico, Dmitri Maneacov (13)                           | nessun marcatore                                         |
| Milsami Orhei     | Igor Picușceac | Sorin Chele, Danny Lupano (23)                                  | Radu Gînsari (9)                                         |
| Petrocub Hîncești | Andrei Martin (prima fase) Eduard Blănuță (1ª-4ª seconda fase) Slavche Vojneski (5ª-6ª seconda fase) Andrei Prepeliță (7ª-10ª seconda fase)       | Dumitru Demian (23)                                             | Dumitru Demian, Mihai Lupan (5)                          |
| Sheriff Tiraspol  | Jurij Hura (1ª prima fase) Mislav Karoglan (2ª-14ª prima fase e 1ª-5ª seconda fase) Victor Mikhailov (6ª-10ª seconda fase)                        | Nana Boakye (24)                                                | Rasheed Akanbi (7)                                       |
| Spartanii Sportul | Adrian Sosnovschi (1ª-12ª prima fase) Andrian Bogdan (13ª-14ª prima fase) Viorel Cojocaru (1ª-5ª seconda fase) Igor Ursachi (6ª-10ª seconda fase) | Nicolae Rotaru (24)                                             | Isaac Oppong (9)                                         |
| Zimbru Chișinău   | Lilian Popescu (1ª-9ª prima fase) Hikmet Karaman (10ª-14ª prima fase e seconda fase)                                                              | Ștefan Bîtca (23)                                               | Justice Ohajunwa, Vlad Răileanu (8)                      |

## Prima fase

### Classifica finale
|  | Pos. | Squadra           | Pt | G  | V  | N | P  | GF | GS | DR  |
|  | ---- | ----------------- | -- | -- | -- | - | -- | -- | -- | --- |
|  | 1.   | Sheriff Tiraspol  | 36 | 14 | 12 | 2 | 0  | 33 | 6  | +27 |
|  | 2.   | Zimbru Chișinău   | 25 | 14 | 8  | 1 | 5  | 32 | 16 | +16 |
|  | 3.   | Petrocub Hîncești | 23 | 14 | 6  | 5 | 3  | 20 | 9  | +11 |
|  | 4.   | Bălți             | 23 | 14 | 6  | 5 | 3  | 18 | 9  | +9  |
|  | 5.   | Milsami Orhei     | 21 | 14 | 6  | 3 | 5  | 30 | 18 | +12 |
|  | 6.   | Spartanii Sportul | 14 | 14 | 3  | 5 | 6  | 12 | 17 | -5  |
|  | 7.   | Dacia Buiucani    | 11 | 14 | 2  | 5 | 7  | 8  | 19 | -11 |
|  | 8.   | Florești          | 1  | 14 | 0  | 1 | 13 | 0  | 59 | -59 |

Legenda:
      Ammesse alla seconda fase
      Ammesse alla seconda fase della Liga 1 2024-2025
Note:
Tre punti a vittoria, uno a pareggio, zero a sconfitta.

### Risultati
|                   | Băl    | Dac  | Flo  | Mil  | Pet  | She  | Spa  | Zim  |
| ----------------- | ------ | ---- | ---- | ---- | ---- | ---- | ---- | ---- |
| Bălți             | ––––\| | 0-0  | 5-0  | 0-0  | 2-1  | 0-0  | 1-0  | 2-0  |
| Dacia Buiucani    | 1-1    | –––– | 2-0  | 1-1  | 0-0  | 1-3  | 0-1  | 0-1  |
| Florești          | 0-4    | 0-3  | –––– | 0-5  | 0-5  | 0-4  | 0-0  | 0-8  |
| Milsami Orhei     | 0-2    | 7-0  | 6-0  | –––– | 0-2  | 0-4  | 3-0  | 3-1  |
| Petrocub Hîncești | 1-0    | 2-0  | 3-0  | 2-1  | –––– | 1-1  | 2-2  | 0-0  |
| Sheriff Tiraspol  | 1-0    | 2-0  | 8-0  | 1-1  | 1-0  | –––– | 1-0  | 4-2  |
| Spartanii Sportul | 1-1    | 0-0  | 2-0  | 1-2  | 1-1  | 0-1  | –––– | 1-3  |
| Zimbru Chișinău   | 4-0    | 1-0  | 4-0  | 4-1  | 1-0  | 1-2  | 2-3  | –––– |

## Seconda fase

### Classifica finale
|  | Pos. | Squadra           | Pt | G  | V | N | P | GF | GS | DR  |
|  | ---- | ----------------- | -- | -- | - | - | - | -- | -- | --- |
|  | 1.   | Milsami Orhei     | 21 | 10 | 6 | 3 | 1 | 25 | 8  | +17 |
|  | 2.   | Sheriff Tiraspol  | 20 | 10 | 5 | 5 | 0 | 17 | 6  | +11 |
|  | 3.   | Zimbru Chișinău   | 20 | 10 | 6 | 2 | 2 | 23 | 9  | +14 |
|  | 4.   | Petrocub Hîncești | 14 | 10 | 4 | 2 | 4 | 20 | 17 | +3  |
|  | 5.   | Bălți             | 5  | 10 | 1 | 2 | 7 | 9  | 25 | -16 |
|  | 6.   | Spartanii Sportul | 2  | 10 | 0 | 2 | 8 | 9  | 38 | -29 |

Legenda:
      Campione di Moldavia e ammessa alla UEFA Champions League 2025-2026.
      Ammessa alla UEFA Europa League 2025-2026
      Ammesse alla UEFA Europa Conference League 2025-2026.
Note:
Tre punti a vittoria, uno a pareggio, zero a sconfitta.

### Risultati
|                   | Băl  | Mil  | Pet  | She  | Spa  | Zim  |
| ----------------- | ---- | ---- | ---- | ---- | ---- | ---- |
| Bălți             | –––– | 0-2  | 1-1  | 0-1  | 3-3  | 0-2  |
| Milsami Orhei     | 5-0  | –––– | 5-1  | 0-0  | 1-1  | 2-0  |
| Petrocub Hîncești | 3-0  | 2-0  | –––– | 1-1  | 3-1  | 0-3  |
| Sheriff Tiraspol  | 2-1  | 2-2  | 3-1  | –––– | 3-0  | 0-0  |
| Spartanii Sportul | 2-3  | 1-6  | 0-6  | 0-4  | –––– | 0-6  |
| Zimbru Chișinău   | 4-1  | 1-2  | 3-2  | 1-1  | 3-1  | –––– |

## Statistiche

### Capoliste solitarie

#### Prima fase
|    | —— | —— | ——               | —— | —— | —— | —— | —— | ——  | ——  | ——  | ——  | ——  | —— |  |
|    |    |    | Sheriff Tiraspol |    |    |    |    |    |     |     |     |     |     |    |  |
|    |    |    |                  |    |    |    |    |    |     |     |     |     |     |    |  |
|    |    |    |                  |    |    |    |    |    |     |     |     |     |     |    |  |
| 1ª | 2ª | 3ª | 4ª               | 5ª | 6ª | 7ª | 8ª | 9ª | 10ª | 11ª | 12ª | 13ª | 14ª |    |  |

#### Seconda fase
|    | ——      | —— | —— | —— | —— | —— | —— | —— | ——  | —— |  |
|    | Milsami |    |    |    |    |    |    |    |     |    |  |
|    |         |    |    |    |    |    |    |    |     |    |  |
|    |         |    |    |    |    |    |    |    |     |    |  |
| 1ª | 2ª      | 3ª | 4ª | 5ª | 6ª | 7ª | 8ª | 9ª | 10ª |    |  |

### Classifica marcatori
| Gol |  |  | Giocatore              | Squadra           |
| --- |  |  | ---------------------- | ----------------- |
| 12  |  |  | Caio Ferreira          | Bălți             |
| 9   |  |  | Radu Gînsari           | Milsami Orhei     |
| 9   |  |  | Isaac Oppong           | Spartanii Sportul |
| 8   |  |  | Justice Ohajunwa       | Zimbru Chișinău   |
| 8   |  |  | Vlad Răileanu          | Zimbru Chișinău   |
| 7   |  |  | Ștefan Bîtca           | Zimbru Chișinău   |
| 7   |  |  | Rasheed Akanbi         | Sheriff Tiraspol  |
| 6   |  |  | Vladimer Mamuchashvili | Sheriff Tiraspol  |
| 6   |  |  | João Paulino           | Zimbru Chișinău   |
| 6   |  |  | Pape Ndiaga Yade       | Sheriff Tiraspol  |